# Lenguas de Baréin

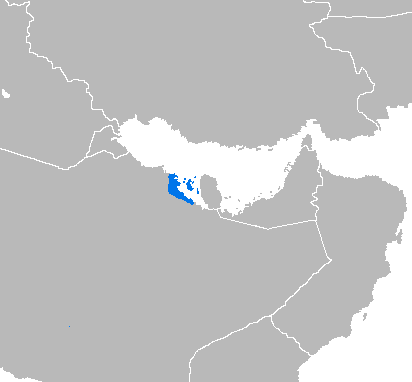
Árabe bareiní

El árabe es el idioma oficial de Baréin, aunque el uso del inglés es también bastante popular. Entre las distintas variedades dialectales de árabe, el más hablado en el país es el árabe bareiní, que difiere ligeramente del estándar. El árabe tiene un papel importante en la vida política, ya que, según el artículo 57 (c) de la constitución de Baréin, un parlamentario debe saber hablar fluidamente en árabe para poder pertenecer al Parlamento. Entre la población de origen no-bareiní, muchas personas hablan persa, el idioma oficial de Irán, o urdu, el de Pakistán. El malayo y el hindi también tienen una considerable importancia en la comunidad india. Muchas instituciones comerciales y señales de tráfico son bilingües, por lo que usan tanto el inglés como el árabe.

## Resumen
- Idioma oficial
  - Árabe (Golfo, Bareiní)
- Semioficial
  - Inglés
- Lenguas minoritarias
  - Armenio, baluchi, hindi, malabar, pasto, persa, panyabí, tamil, urdu.
- Lenguas de signos
  - Lengua de signos árabe